# Râul Lupa
Râul Lupa este un curs de apă, afluent al râului Siretului. 